# Marattiidae
Marattiidae es una subclase monotípica de helechos, cuyo único representante es la orden Marattiales (también monotípica, con Marattiaceae como única familia). La subclase Marattiidae es equivalente a la clase Marattiopsida en clasificaciones más antiguas, incluida la clasificación de Smith et al., 2006.